# Wendilgart
Wendilgart (926 circa – prima del 958) fu una nobildonna tedesca del X secolo, considerata da taluni come anello di congiunzione tra i Liudolfingi e il Corradinidi.

## Biografia
Il cronista Eccardo nelle Cronache di San Gallo, menziona Wendilgart come Heinrici regis de filia neptis - nipote del re Enrico (I) tramite una figlia. Eduard Hlawitschka considera la parte de filia come un inserimento successivo, in modo che uno dei fratelli del re (Liudolfo o Thankmaro) possa essere anche il padre.
Eccardo riferisce che Wendilgart era sposata con il conte Uodalrich, cioè il conte Ulrico/Udalrico (V) († probabilmente 924), il progenitore dei conti di Bregenz (vedi Udalrichingi). I figli di Udalrico e Wendilgart, citati nelle Cronache, furono: Adalardo, una figlia di cui non si conosce il nome, e Burcardo, che in seguito divenne (958–971) monaco e poi abate del monastero di San Gallo. Il loro figlio maggiore, tuttavia, era Udalrico († 950/57). Credendo suo marito ucciso dagli Ungari, si rifiutò di risposarsi e andò, su permesso del vescovo di Costanza Salomone III, all'abbazia di San Gallo, ove si fece costruire una «stanza calda» vicino alla cella di Wiborada, praticando la carità nei confronti dei monaci e dei poveri. Ella però, golosa di dolci, venne criticata dalla vicina e futura santa: un giorno Wendilgart stava parlando con Wiborada fuori dalla cella di quest'ultima e le chiese delle mele dolci da mangiare; Wiborada disse che ne aveva di selvatiche che dava ai poveri e Wendilgart ne mangiò una metà; constatata la loro asprezza, buttò via la restante metà, dicendo che la santa era acida quanto le mele da questa portate e che se la mela dell'Eden fosse stata di quel gusto, mai Eva l'avrebbe mangiata; questa replicò che infatti Eva era golosa come Wendilgart, e a causa di ciò commise il peccato originale. Arrossendo, Wendilgart se ne andò e si astenne dai dolci. Visti i suoi progressi, Wendilgart chiese ed ottenne di poter prendere il velo a Salomone III, che dapprima aveva rifiutato.
Quattro anni dopo, il marito Ulrico V tornò in patria, dopo una fuga miracolosa dagli Ungari. Egli raggiunse la moglie Wendilgart, che in quel momento stava distribuendo elemosine ai bisognosi, la quale non lo riconobbe e lo rimproverò, in quanto questo gli aveva chiesto con sfrontatezza una veste. Questa allungò la mano a dargli la veste da lui richiesta, ma egli gliela afferrò, la abbracciò e la baciò. Gli astanti lo minacciarono di schiaffeggiarlo, ma Ulrico rivelò la sua identità, prontamente riconosciuto dai suoi uomini e dalla sua servitù. Wendilgart invece, sotto shock, si sedette non credendogli ma egli le fece tastare una vecchia e nota ferita, riconoscendolo definitivamente, ricoprendolo di baci e abbracci. Egli quindi si lavò e si cambiò di vesti ed assieme andarono a messa, chiedendo alla moglie chi le avesse imposto il velo: avuta la risposta che era stato il vescovo Salomone III nel sinodo, egli attese il suo permesso per riaverla. Ulrico quindi si presentò tempo dopo davanti al sinodo presidiato da Salomone III ed ottenne lo scioglimento del voto: il velo fu quindi riposto negli archivi della chiesa e sarebbe stato rindossato da Wendilgart in caso in cui il marito fosse morto prima di lei. Vennero quindi ri-celebrate le nozze ed essi fecero voto che in caso avesse concepito un maschio, lo avrebbe offerto in voto come monaco a San Gallo. Essa però, incinta, due settimane prima del parto, morì. Si riuscì però a salvare il bambino, venendo «avvolto subito nel grasso di maiale fresco, perché gli si creasse la pelle»; venne battezzato come Purchardo, che divenne poi abate di San Gallo, definito poi da Ottone I come «nipotino mio».

### Il legame con i Liudolfingi
L'importanza di Wendilgard sta - secondo Hlawitschka - nei suoi discendenti. Sua figlia sposò l'Ahalolfingio Adalberto di Marchtal, la cui figlia si chiamava Giuditta (Judith), che Hlawitschka identifica con la moglie di Corrado di Böckelheim, che a sua volta vede come i genitori del duca Ermanno II di Svevia, il candidato nell'elezione reale del 1002: Wendilgart sarebbe il collegamento tra i Liudolfingi e il duca Ermanno, e quindi la base familiare per la sua pretesa al trono nell'elezione del re nel 1002. Tuttavia, la filiazione indicata da Hlawitschka è oggetto di disputa accademica.

## Wendilgart nella leggenda
Wendilgart è una figura in una delle Deutsche Sagen dei fratelli Grimm, scritta sulla base di fonti medievali, "Udalrico e Wendilgart e il nascituro Burcardo" (n. 531): "Udalrico, il conte di Buchhorn (sul lago di Costanza), discendente dalla discendenza di Carlo, era sposato con Wendilgart, nipote Enrico l'Uccellatore. In quei tempi i pagani (ungheresi) irruppero in Baviera ed Udalrico scese in guerra, fu catturato e portato via. Wendilgart, che aveva saputo che era caduto in battaglia, non volle risposarsi, ma andò a San Gallo, dove visse tranquilla e ritirata e fece del bene ai poveri per l'anima di suo marito."
Un suo figlio fu Burcardo, che in seguito divenne l'abate di San Gallo, che, secondo la leggenda, che secondo la leggenda non è nato, ma è stato messo al mondo da un taglio cesareo: “Quattordici giorni prima di nascere, Wendilgart si ammalò improvvisamente e morì. Il bambino, tuttavia, venne estratto vivo dal grembo materno e avvolto nel grasso di maiale fresco."